# Roman Wladimirowitsch Manekin
Roman Wladimirowitsch Manekin (russisch Роман Владимирович Манекин; * 16. Juni 1965 in Makijiwka, Oblast Donezk, Ukrainische Sozialistische Sowjetrepublik, Sowjetunion) ist ein russisch-ukrainischer Journalist, Publizist und Historiker.

## Leben
Manekin wurde als Sohn der Universitätsdozentin an der Nationalen Universität Donezk Nelja Michailowna Manekina und des Rechtswissenschaftlers und Lehrers an der Polizeischule in Donezk Wladimir Iwanowitsch Manekin geboren. 1989 absolvierte er die Nationale Universität Donezk mit Auszeichnung, nachdem er während des Studiums seine Wehrpflicht ableistete. Danach studierte er an der Lomonossow-Universität in Moskau und wurde dort später wissenschaftlicher Mitarbeiter.
Manekin war 1992 Stipendiat der Open Society Foundations des Milliardärs George Soros.
Seit 2000 ist Manekin Leiter der Repräsentanz des Stadtrats von Donezk bei der Russischen Föderation. Er ist Autor von Büchern und Artikeln über Russland und die Ukraine und deren oftmals gestörtes Verhältnis zueinander. Er nimmt an Rundfunk- und Fernsehsendungen und an Diskussionen in diesen Medien teil, so zum Beispiel mit dem Präsidenten der Ukraine Wiktor Janukowytsch.
Manekin war Mitglied des Instituts für Weltgeschichte an der Russischen Akademie der Wissenschaften und sitzt im Expertenrat des Internet-Netzwerks kreml.org
Manekin lebt in Moskau.

## Veröffentlichungen
- R. W. Manekin et al.: Alternativnost istorii. Donetzkoje otdnije Sowjetskoj Assotziatzii molodych istorikow, Donezk, Ukraine 1992.